# ФК Локомотива Софија
ФК Локомотива 1929 Софија (буг. ПФК Локомотив София) је фудбалски клуб из Софије у Бугарској, који се такмичи у Другој лиги Бугарске.

## Имена кроз историју
Клуб је основан 1929. године и од тада је променио неколико имена:
- 1929 : основан под именом ЖСК (Железнички спортски клуб) Софија
- 1931 : преименован у Енергија Софија
- 1940 : преименован у СК Локомотива Софија
- 1949 : преименовн ДСО Торпедо Софија
- 1951 : преименован ФД Локомотива Софија
- 1969 : фузија са ФК Славија Софија у ЖСК Славија Софија
- 1971 : преименовн ПФК Локомотива Софија
- 2015 : данашње име ФК Локомотива 1929 Софија

## Успеси клуба
- Првенство Бугарске (4):
  - 1940, 1945, 1964, 1978.
- Куп Бугарске (4):
  - 1948, 1953, 1982, 1995.
- Балкански куп (1):
  - 1973.

## Локомотива Софија у европским такмичењеима
| Сезона  | Такмичење            | Ранг          | Клуб                 | Резултат                             |
| ------- | -------------------- | ------------- | -------------------- | ------------------------------------ |
| 1958    | Дунав куп            | 1. коло       | Татабања             | 4 : 1, 0 : 1                         |
| 1958    | Дунав куп            | четвртфинале  | Црвена звезда        | 4 : 4, 0 : 1                         |
| 1964/65 | Европски куп         | кв.           | Малме                | 8 : 3, 0 : 2                         |
| 1964/65 | Европски куп         | осмина финала | Ђери Вашаш ЕТО       | 3 : 5, 4 : 3                         |
| 1977/78 | Куп победника купова | 1. коло       | Андерлехт            | 1 : 6, 0 : 2                         |
| 1978/79 | Европски куп         | 1. коло       | Оденсе               | 2 : 2, 2 : 1                         |
| 1978/79 | Европски куп         | осмина финала | Келн                 | 0 : 1, 0 : 4                         |
| 1979/80 | УЕФА куп             | 1. коло       | Ференцварош          | 3 : 0, 0 : 2                         |
| 1979/80 | УЕФА куп             | 2. коло       | Монако               | 4 : 2, 1 : 2                         |
| 1979/80 | УЕФА куп             | осмина финала | Динамо Кијев         | 1 : 0, 1 : 2                         |
| 1979/80 | УЕФА куп             | четвртфинале  | Штутгарт             | 1- : 3, 0 : 1                        |
| 1982/83 | Куп победника купова | 1. коло       | Пари Сен Жермен      | 1 : 0, 1 : 5                         |
| 1985/86 | УЕФА куп             | 1. коло       | АПОЕЛ                | 2 : 2, 4 : 2                         |
| 1985/86 | УЕФА куп             | 2. коло       | Ксамакс              | 1 : 1, 0 : 0                         |
| 1987/88 | УЕФА куп             | 1. коло       | Динамо Тбилиси       | 3 : 1, 0 : 3                         |
| 1995/96 | Куп победника купова | кв.           | Дери сити            | 0 : 1, 2 : 0                         |
| 1995/96 | Куп победника купова | 1. коло       | Халмстад             | 3 : 1, 0 : 2                         |
| 1996/97 | УЕФА куп             | 1. коло кв.   | Нефтчи Баку          | 1 : 2, 6 : 0                         |
| 1996/97 | УЕФА куп             | 2. коло кв.   | Рапид Букурешт       | 0 : 1, 0 : 1                         |
| 2006/07 | УЕФА куп             | 1. коло кв.   | Македонија ЂП        | 2 : 0, 1 : 1                         |
| 2006/07 | УЕФА куп             | 2. коло кв.   | Бнеи Јехуда Тел Авив | 2 : 0, 4 : 0                         |
| 2006/07 | УЕФА куп             | 1. коло       | Фајенорд Ротердам    | 2 : 2, 0 : 0                         |
| 2007/08 | УЕФА куп             | 2. коло кв.   | Оцелул Галац         | 3 : 1, 0 : 0                         |
| 2007/08 | УЕФА куп             | 1. коло       | Рен                  | 1 : 3, 2 : 1                         |
| 2008/09 | УЕФА куп             | 2. коло кв.   | Борац Чачак          | 0 : 1, 1 : 1                         |
| 2011/12 | УЕФА Лига Европе     | 2. коло кв.   | Металург Скопље      | 3 : 2, 0 : 0                         |
| 2011/12 | УЕФА Лига Европе     | 3. коло кв.   | Шлонск Вроцлав       | 0 : 0 (п. с. н.), 0 : 0 (пен. 3 : 4) |

### Збирни европски резултати
| Такмичење                              | Бр. сезона | Од. | П  | Н  | И  | ГД | ГП | ГР  |
| -------------------------------------- | ---------- | --- | -- | -- | -- | -- | -- | --- |
| Куп првака Европе / УЕФА Лига шампиона | 2          | 8   | 3  | 1  | 4  | 19 | 21 | -2  |
| Куп победника купова                   | 3          | 8   | 3  | 0  | 5  | 8  | 17 | -9  |
| УЕФА лига Европе / УЕФА куп            | 8          | 34  | 12 | 11 | 11 | 49 | 37 | +12 |
| Укупно                                 | 13         | 50  | 18 | 12 | 20 | 76 | 75 | +1  |

## Клупски рекорди
- Највећа победа у првенству: 9 : 0 Черноморец (Софија 2007)
- Највећа победа у купу: 11 : 1 Чавдар (Б. Слатина 1991)
- Највећи пораз у првенству: 0 : 8 Левски (Софија 1994)
- Највећи пораз у купу: 1 : 5 Велбужд (Ћустендил 2001)
- Највише голова у сезони: 70 — 2007.
- Најмање голова у сезони: 16 — 1950.
- Највише победа у сезони: 23 — 2007.
- Најмање победа у сезони: 4 — 1950, 1958.
- Највише нерешених у сезони: 13 — 1993.
- Најмање нерешених у сезони: 0 — 2006.
- Највише пораза у сезони: 17 — 2002.
- Најмање пораза у сезони: 3 — 1958.
- Најлошије пласиран: 13. место — 2012.
- Најстарији играч који је играо за први тим: Дончо Донев 38 година — 2005, Христо Којлов 38 година — 2007.
- Најмлађи играч који је играо у првом тиму: Атанас Михајлов 16 година — 1965.
- Навише наступа за репрезентацију Бугарске: Атанас Михајлов — 43
- Највише голова за репрезентацију Бугарске: Атана Михајлов — 23
- Највише наступа за Локомотиву: Атанас Михајлов — 348
- Навише голова за Локомотиву: Атанас Михајлов — 145
- Највећа победа у евротакмичењима: 6 : 0 - Нефтчи Баку — 1997.
- Највећи пораз у еврокуповима: 1 : 6 - Андерлехт Брисел — 1978.
- Навећи клупски трансфер: 2, 170.000 $, Динамо Кијев за Георгија Пеева — 2001.
- Наскупље плачени играч: 1. 000.000 DM ЦСКА Софија за Анатолија Нанкова — 1998.
- Највећа посета: 25.000 гледалаца против Лацског из Софије — 1985.
- Најмања посета: 100 гледалаца против Спартака из Плевена — 2002.